# رویداد ۸۲۰۰ ساله

بازسازی نمودار دما در گرین‌لند مرکزی

در اقلیم‌شناسی، رویداد ۸۲۰۰ ساله سقوط ناگهانی دمای جهانی هوا است که در حدود ۸۲۰۰ سال پیش (۶۲۰۰ (پ.م)) اتفاق افتاد و دو تا چهار قرن ادامه یافت. این رویداد از یانگر درایاس که پیش از آن اتفاق افتاد ملایم‌تر و از عصر یخبندان کوچک که پس از آن اتفاق افتاد شدیدتر بود. در اثر این رویداد میزان گاز متان در جو زمین ۱۵٪ کاهش یافت.